# بوندس‌لیگا ۱۲–۲۰۱۱
بوندس لیگا ۱۲–۲۰۱۱ چهل و نهمین دوره رقابتهای بوندس لیگا بود که در نهایت با قهرمانی تیم فوتبال بروسیا دورتموند به پایان رسید، تیمهای اول تا چهارم این رقابتها به رقابتهای لیگ قهرمانان اروپا راه یافتند، تا پیش از این سهمیه فوتبال آلمان برای لیگ قهرمانان سه تیم بود

## تیم‌ها
شانزده تیم از هجده تیم حاضر در رقابت‌ها از فصل قبل بودند و دو تیم دیگر یعنی هرتا برلین و آگزبورگ به عنوان قهرمان و نایب قهرمان بوندس لیگای ۲ به بوندس‌لیگا صعود کردند
مونشن گلادباخ نیز فصل قبل در رتبه شانزدهم بوندس لیگا قرار گرفتند و با غلبه بر بوخوم، تیم سوم بوندس لیگای ۲ موفق شد در بوندس لیگا باقی بماند، مونشن گلادباخ در نهایت موفق شد سهمیه رقابتهای لیگ قهرمانان را نیز کسب کند
دورتموند مدافع عنوان قهرمانی بود و در نهایت موفق شد از قهرمانی خود دفاع کند، بایرن مونیخ نیز نایب قهرمان شد

### شهرها و ورزشگاه‌های تیم‌ها
| تیم                  | شهر خانه     | ورزشگاه                | گنجایش |
| -------------------- | ------------ | ---------------------- | ------ |
| اف سی آگزبورگ        | آوگسبورگ     | ورزشگاه ایمپولس آرنا   | ۳۰٬۰۰۰ |
| بایر لورکوزن         | لورکوزن      | ورزشگاه بای‌آرنا        | ۳۰٬۰۰۰ |
| بایرن مونیخ          | مونیخ        | ورزشگاه آلیانتس آرنا   | ۶۹٬۰۰۰ |
| بروسیا دورتموند      | دورتموند     | ورزشگاه وست فالن       | ۸۰٬۰۰۰ |
| بروسیا مونشن گلادباخ | مونشن‌گلادباخ | ورزشگاه بروسیا پارک    | ۵۴٬۰۰۰ |
| اس سی فرایبورگ       | فرایبورگ     | ورزشگاه میج سولار      | ۲۵٬۰۰۰ |
| هامبورگ اس وی        | هامبورگ      | ورزشگاه ای‌ام‌تچ آرنا    | ۵۷٬۰۰۰ |
| هانوفر ۹۶            | هانوفر       | ورزشگاه آ و دی-آرنا    | ۴۹٬۰۰۰ |
| هرتا برلین           | برلین        | ورزشگاه المپیک برلین   | ۷۴٬۰۰۰ |
| هافنهایم ۱۸۹۹        | زینسهایم     | ورزشگاه راین نکر آرنا  | ۳۰٬۰۰۰ |
| اف سی کلن            | کلن          | ورزشگاه راین انرژی     | ۵۰٬۰۰۰ |
| اف سی کایزرسلاوترن   | کایزرسلاوترن | ورزشگاه فریتز والتر    | ۵۰٬۰۰۰ |
| ماینس ۰۵             | ماینتس       | ورزشگاه کوفاک آرنا     | ۳۴٬۰۰۰ |
| اف سی نورنبرگ        | نورنبرگ      | ورزشگاه فرانکن         | ۴۸٬۰۰۰ |
| شالکه ۰۴             | گلزنکیرشن    | ورزشگاه فلتینس آرنا    | ۶۱٬۰۰۰ |
| وی اف بی اشتوتگارت   | اشتوتگارت    | ورزشگاه مرسدس بنز آرنا | ۶۰٬۰۰۰ |
| وردر برمن            | برمن         | ورزشگاه وزراشتادیون    | ۴۲٬۰۰۰ |
| وی اف ال وولفسبورگ   | وولفسبورگ    | ورزشگاه فولکس‌واگن آرنا | ۳۰٬۰۰۰ |

## آمار فصل
| رتبه | بازیکن           | باشگاه               | گل |
| ---- | ---------------- | -------------------- | -- |
| ۱    | کلاس یان هونتلار | شالکه ۰۴             | ۲۹ |
| ۲    | ماریو گومز       | بایرن مونیخ          | ۲۶ |
| ۳    | روبرت لواندوفسکی | بروسیا دورتموند      | ۲۲ |
| ۴    | کلودیو پیزارو    | وردر برمن            | ۱۸ |
| ۴    | لوکاس پودولسکی   | کلن                  | ۱۸ |
| ۴    | مارکو رویس       | بروسیا مونشن‌گلادباخ  | ۱۸ |
| ۷    | مارتین هارنیک    | اشتوتگارت            | ۱۷ |
| ۸    | اشتفان کیسلینگ   | بایر لورکوزن         | ۱۶ |
| ۹    | رائول            | شالکه ۰۴             | ۱۵ |
| ۱۰   | وداد ایبیشویچ    | هوفنهایم / اشتوتگارت | ۱۳ |
| ۱۰   | شینجی کاگاوا     | بروسیا دورتموند      | ۱۳ |

| رتبه | بازیکن             | باشگاه              | پاس گل‌ها |
| ---- | ------------------ | ------------------- | -------- |
| ۱    | فرانک ریبری        | بایرن مونیخ         | ۱۲       |
| ۲    | خوان آرانگو        | بروسیا مونشن‌گلادباخ | ۱۱       |
| ۳    | شینجی کاگاوا       | بروسیا دورتموند     | ۹        |
| ۳    | تونی کروس          | بایرن مونیخ         | ۹        |
| ۵    | یاکوب بواشچیکوفسکی | بروسیا دورتموند     | ۸        |
| ۵    | جفرسون فارفن       | شالکه ۰۴            | ۸        |
| ۵    | کریستین فوکس       | شالکه ۰۴            | ۸        |
| ۵    | تاماش هاینال       | اشتوتگارت           | ۸        |
| ۵    | ماریو ماندژوکیچ    | وولفسبورگ           | ۸        |
| ۵    | توماس مولر         | بایرن مونیخ         | ۸        |
| ۵    | کلودیو پیزارو      | وردر برمن           | ۸        |
| ۵    | مارکو رویس         | بروسیا مونشن‌گلادباخ | ۸        |
| ۵    | رافائل             | هرتابرلین           | ۸        |